# Nacionalismo y cultura
Nacionalismo y cultura (del inglés Nationalism and Culture) es la obra teórica más importante de Rudolf Rocker. Si bien su autor es un reconocido autor anarquista, esta obra podría enmarcarse más bien en la tradición sociológica o en la historia de las ideas políticas y sociales. Es una obra esencialmente crítica hacia la religión, la política, el nacionalismo y la filosofía desde una perspectiva anarquista. Nacionalismo y Cultura tiene como objetivo general, demostrar que la cultura y el nacionalismo son fuerzas antitéticas que están en oposición constante, ya que cuanto más se desarrolla la cultura en una comunidad, el nacionalismo tiende a disminuir, y cuando el nacionalismo aumenta, tiende a disminuir la cultura.
Escrita en alemán, debía aparecer en el otoño de 1933, pero el ascenso del Tercer Reich hizo imposible su publicación. Fue editada originalmente en inglés como Nationalism and Culture, en Nueva York (1936) y fue traducida por grupos organizados de anarquistas y la cooperación de Charles James y el propio Rocker. En español fue publicada en Buenos Aires, Argentina por la editorial "Tupac" (1942) y traducida por Diego Abad de Santillán. También hubo dos ediciones mexicanas, una de la Editorial Reconstruir y otra de Cajica. 

## Índice y contenidos
Según la edición y a traducción de Editorial Reconstruir, la estructura de la obra es la siguiente:
- Prólogo de Rudolf Rocker.
- Libro primero

- 1 La insuficiencia de todas las interpretaciones.
- 2 Religión y política.
- 3 Las lucha entre la Iglesia y el Estado.
- 4 El poder contra la cultura.
- 5 La aparición del Estado nacional.
- 6 La Reforma y el nuevo Estado.
- 7 El absolutismo político como obstáculo para el desarrollo económico.
- 8 Las doctrinas del contrato social.
- 9 Las ideas liberales en Europa y en América.
- 10 Liberalismo y democracia.
- 11 La filosofía alemana y el Estado.
- 12 La democracia y el Estado nacional.
- 13 Romanticismo y nacionalismo.
- 14 El socialismo y el Estado.
- 15 El nacionalismo como religión política.

- Libro segundo

- 1 La nación como comunidad moral de hábitos y de intereses.
- 2 La nación como comunidad lingüística.
- 3 La nación a la luz de las modernas teorías raciales. (Primera y Segunda parte)
- 4 La unidad política y la evolución de la cultura.
- 5 La descentralización política en Grecia.
- 6 La centralización romana y su influencia en la formación de Europa. (Primera y Segunda parte)
- 7 La unidad nacional y la decadencia de la cultura. (Primera y Segunda parte)
- 8 La ilusión de los conceptos de cultura nacional.
- 9 El Estado nacional y el desarrollo del pensamiento científico y filosófico.
- 10 Arquitectura y nacionalidad.
- 11 El arte y el espíritu nacional.
- 12 Problemas sociales de nuestro tiempo.
- Epílogo de Rudolf Rocker.
- Bibliografía.